# Rhabdotops insularis
Rhabdotops insularis är en skalbaggsart som beskrevs av Jan Krikken 1981. Rhabdotops insularis ingår i släktet Rhabdotops och familjen Cetoniidae. Utöver nominatformen finns också underarten R. i. baliensis.